# Марикостинска крепост
Марикостинската крепост е антична тракийска крепост в Югозападна България, разположена в землището на село Марикостиново.

## История
Крепостта е открита в 1983 – 1984 година от експедиция „Струма“. Разположена е на възвишението Марена на 4-5 km северозападно от Марикостиново, западно от Ново Кономлади и източно от Генерал Тодоров, на левия бряг на Струма. Датирана е от края на бронзовата – началото на ранножелязната епоха или края на II – началото на Ι хилядолете преди Христа. Културният пласт на крепостта е дебел 1 m. При разкопките са открити жилище със стени от ломени камъни, подова замазка, дупки от стълбове както и керамични фрагменти от питоси, фина сивочерна или светлокафява керамика, паници с високо столче, кантароси с геометрични мотиви с врязана или инкрустрирана жълта паста, кани с остро устие. Отвън е открита настилка от речни камъни.